# Steen Lassen
Steen Lassen er en livstidsdømt drabsmand.
Steen Lassen blev i december 2010 af Retten i Roskilde idømt livstid for tre-dobbelt drab på sin hustru, 50-årige Bende Grosen og deres to piger, 18-årige Emilie og 12-årige Josefine den 7. maj 2010. I mentalerklæringen fandt retslægerådet Lassen egnet til almindelig straf. Lassen ankede dommen til landsretten. Østre Landsret stadfæstede dommen, da det fandtes bevist, at der havde været en vis planlægning og forsæt i drabene.
Sagen blev i medierne kendt som familietragedien i Greve og Greve-drabene.